# Milton A. Romjue

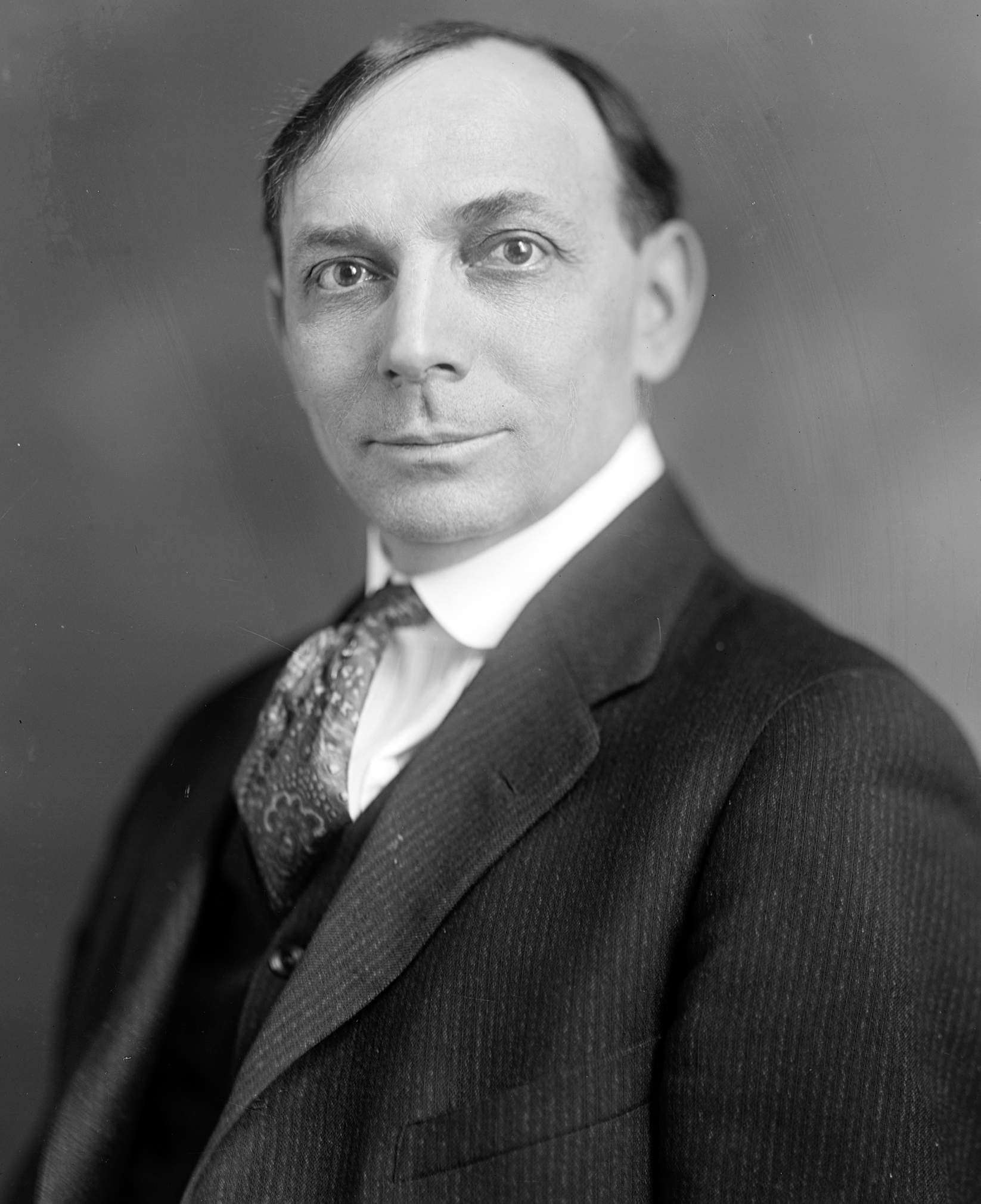
Milton A. Romjue

Milton Andrew Romjue (* 5. Dezember 1874 in Love Lake, Macon County, Missouri; † 23. Januar 1968 in Macon, Missouri) war ein US-amerikanischer Politiker. Zwischen 1917 und 1943 vertrat er zwei Mal den Bundesstaat Missouri im US-Repräsentantenhaus.

## Werdegang
Milton Romjue besuchte die öffentlichen Schulen seiner Heimat einschließlich der Kirksville State Normal School. Nach einem anschließenden Jurastudium an der University of Missouri in Columbia und seiner 1904 erfolgten Zulassung als Rechtsanwalt begann er in Macon in diesem Beruf zu arbeiten. Zwischen 1904 und 1905 war er juristischer Vertreter der Gemeinde Higbee; von 1907 bis 1915 arbeitete Romjue als Nachlassrichter im Macon County. Politisch war er Mitglied der Demokratischen Partei. Zwischen 1920 und 1940 nahm er als Delegierter an deren regionalen Parteitagen in Missouri teil. Im Jahr 1928 war er auch Delegierter zur Democratic National Convention in Houston, auf der Al Smith als Präsidentschaftskandidat nominiert wurde.
Bei den Kongresswahlen des Jahres 1916 wurde Romjue im ersten Wahlbezirk von Missouri in das US-Repräsentantenhaus in Washington, D.C. gewählt, wo er am 4. März 1917 die Nachfolge von James Tilghman Lloyd antrat. Nach einer Wiederwahl konnte er bis zum 3. März 1921 zunächst zwei Legislaturperioden im Kongress absolvieren. In diese Zeit fiel der Erste Weltkrieg. In den Jahren 1919 und 1920 wurden der 18. und der 19. Verfassungszusatz ratifiziert. Dabei ging es um das Verbot des Handels mit alkoholischen Getränken und die bundesweite Einführung des Frauenwahlrechts.
Im Jahr 1920 unterlag Milton Romjue dem Republikaner Frank C. Millspaugh. Bei den Wahlen des Jahres 1922 wurde er erneut in den Kongress gewählt, wo er zwischen dem 4. März 1923 und dem 3. Januar 1943 zehn weitere Legislaturperioden absolvieren konnte. Von 1939 bis 1943 war er Vorsitzender des Postausschusses. In den 1930er Jahren wurden im Kongress die meisten der New-Deal-Gesetze der Bundesregierung unter Präsident Franklin D. Roosevelt verabschiedet. Seit dem 7. Dezember 1941, dem Tag des japanischen Angriffs auf Pearl Harbor, war auch die Arbeit des Kongresses von den Ereignissen des Zweiten Weltkrieges geprägt.
1942 wurde Romjue nicht wiedergewählt. In den folgenden Jahren praktizierte er wieder als Anwalt. Er war außerdem in der Landwirtschaft und hier besonders auf dem Sektor der Viehzucht tätig. Milton Romjue starb am 23. Januar 1968 in Macon, wo er auch beigesetzt wurde.